# Sauvagnac
Sauvagnac là một thị trấn thuộc tỉnh Charente trong vùng Nouvelle-Aquitaine tây nam nước Pháp. Thị trấn nay có độ cao từ 229-282 mét trên mực nước biển.